# Ernest Clark
Ernest Clark (ur. 12 lutego 1912 w Londynie – zm. 11 listopada 1994 w Somerset) – brytyjski aktor teatralny, filmowy i telewizyjny. W latach 1969–1973 był przewodniczącym Equity, głównego aktorskiego związku zawodowego w Wielkiej Brytanii. 

## Życiorys
Nie miał formalnego wykształcenia aktorskiego, w młodości pracował jako reporter lokalnej gazety w południowym Londynie, zaś w teatrze występował jedynie amatorsko. W 1937 zadebiutował w profesjonalnej produkcji teatralnej na deskach Festival Theatre w Cambridge. W latach 40. był wziętym aktorem na West Endzie, zaś w 1950 zadebiutował na Broadwayu. 
W 1949 po raz pierwszy wystąpił w niewielkiej roli filmowej w komedii wojennej Private Angelo. W 1952 po raz pierwszy pojawił się na małym ekranie, grając arcybiskupa Yorku w serialu Back to Methuselah. Łącznie zagrał w 103 filmach i serialach. Największą rozpoznawalność przyniósł mu cykl seriali Doctor na podstawie książek Richarda Gordona, z których pierwszym był Doctor in the House. Wcielał się tam w dwóch braci bliźniaków: profesora Loftusa, wykładowcę anatomii na studiach medycznych oraz kapitana Loftusa, dowodzącego statkiem. Do innych znanych produkcji z jego udziałem należą Siedem dni do dwunastej w południe (1950), Opowieść o dwóch miastach (1958), Zatopić pancernik Bismarck! (1960), Obrona zamku (1969) czy Gandhi (1982). 
Zmarł w listopadzie 1994 w hrabstwie Somerset, przeżywszy 82 lata.